# Менорка
Мено́рка (исп. Menorca, кат. Menorca; Мино́рка от лат. Balearis Minor) — один из Балеарских островов, расположен в Средиземном море, принадлежит Испании. Назван так, потому что он меньше, чем соседний остров Мальорка. Финикийцы называли остров Нура, что значит «остров огня». Население Менорки — 94 875 человек (2011). Основные города — Маон и Сьюдадела.

## География

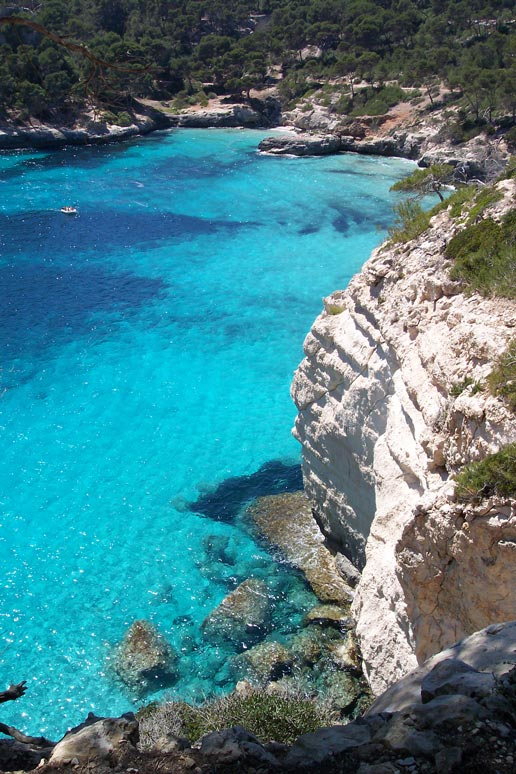
Менорка, скалы на юго-западе от Феррериас

Географические координаты — от 39°47' до 40°00' с.ш. и от 3°52' до 4°24' в.д. Площадь — 694,72 км². Высочайшая точка — гора Монте-Торо, 358 м над уровнем моря. На острове большое количество мегалитических памятников.
В октябре 1993 года Менорка была объявлена ЮНЕСКО биосферным заповедником.

## История

### Древность

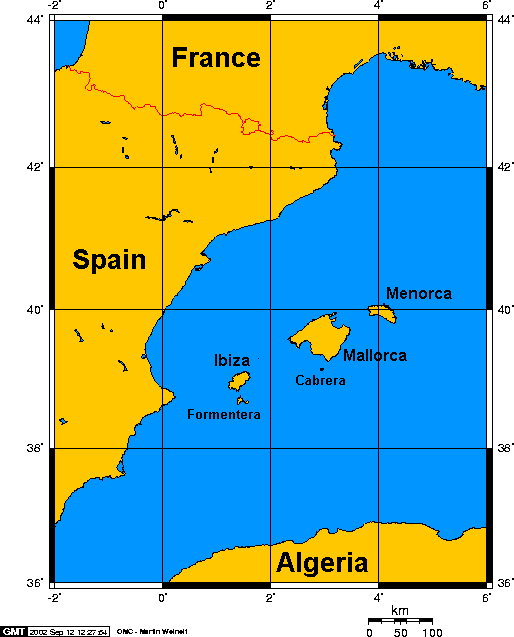
Менорка и соседние острова

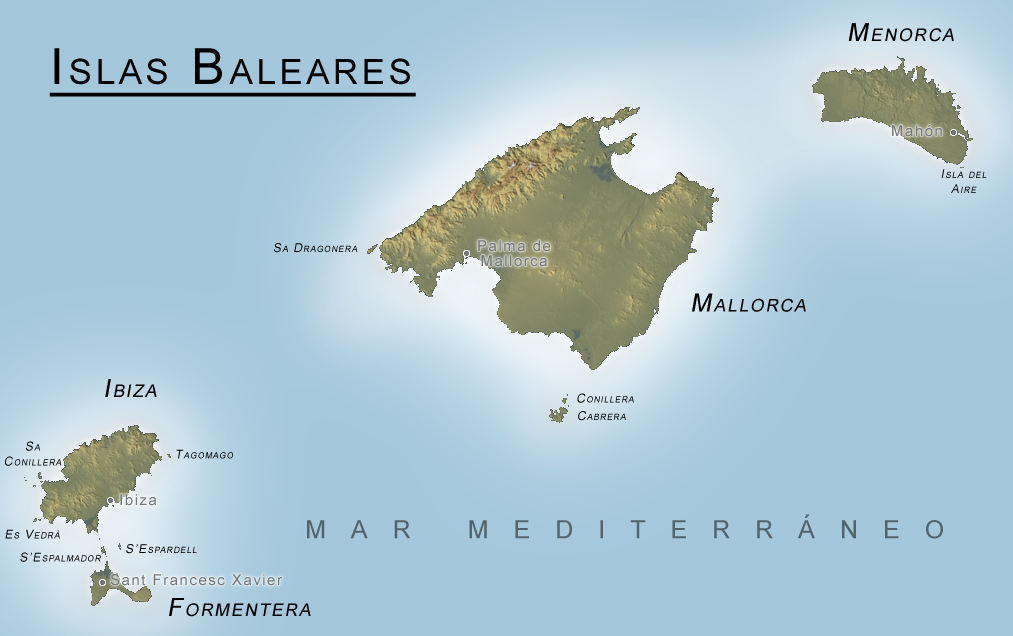
Балеарские острова

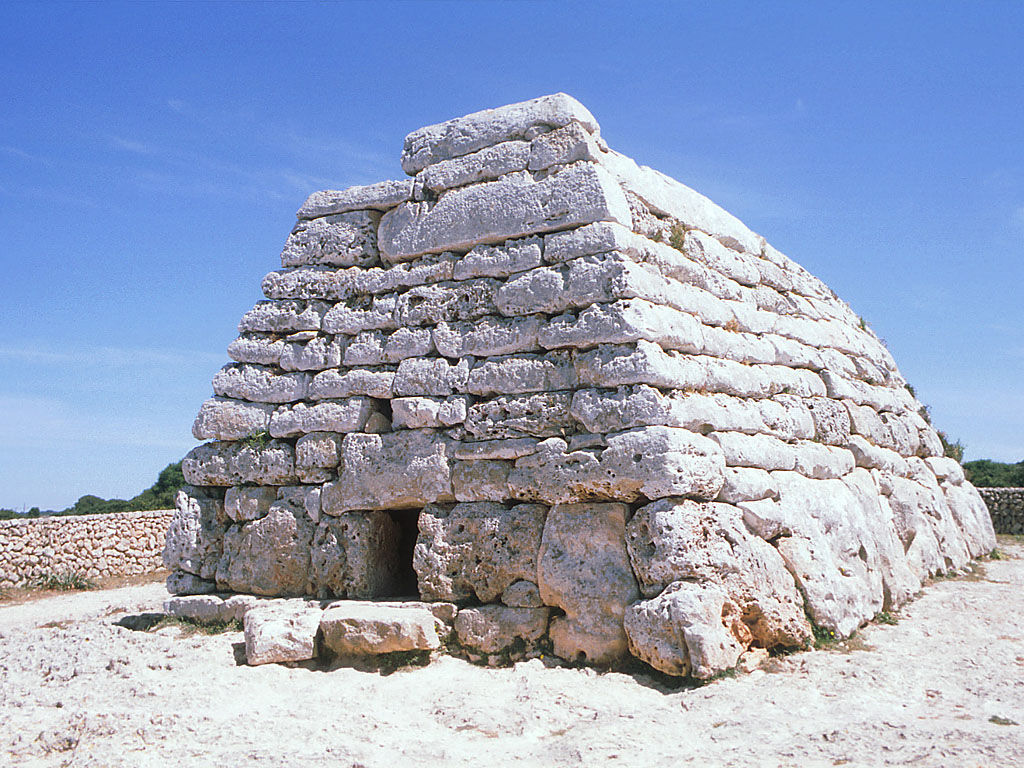
Навета, Эс-Тудонс, Менорка

В каменном и бронзовом веках на Менорке существовали оригинальные археологические культуры, в том числе культура талайотов. Характерными памятниками древней Менорки являются наветы — мегалитические гробницы в виде перевёрнутой лодки, а также таулы.
В конце Пунических войн на западе Средиземного моря участились случаи пиратства. Пираты использовали выгодное стратегическое положение Балеарских островов для набегов на римских торговцев, используя Майорку и Менорку в качестве баз. Для борьбы с ними римляне отправили армию и к 121 году до н. э. оба острова были полностью под римским контролем, позднее острова вошли в провинцию Hispania Citerior. В 13 году до н. э. при Августе Балеарские острова стали частью имперской провинции Tarraconensis.

### Средневековье
В V веке остров захватили вандалы. После захвата маврами континентальной Испании Менорка была аннексирована Кордовским халифатом в 903 году и получила арабизированное имя Манурка.
В 1231 году, после отвоевывания Майорки крестоносцами, Менорка стала независимым исламским государством, однако по Капдеперскому договору платила дань королю Хайме I Арагонскому. Сначала островом управлял Абу Осман Саид Хакам Аль-Курейши (1234—1282), после его смерти — его сын, Абу Омар ибн Саид (1282—1287).
Арагонское завоевание Менорки Альфонсо III Арагонским произошло 17 января 1287 года. Сегодня на Менорке этот день празднуется как национальный праздник. Большинство мусульман острова были порабощены и проданы на невольничьих рынках Ивисы, Валенсии и Барселоны. До 1344 года остров был частью королевства Мальорка, также в подчинении Арагона, который впоследствии присоединился вместе со всеми вассальными территориями к Испании.

### Новое время
Из-за своего важного стратегического положения Менорка несколько раз подвергалась нападениям и переходила из рук в руки.
В XVI веке турецкий флот разрушил город Маон, а затем и столицу — Сьюдадела.
В 1708 году, во время Войны за испанское наследство, Менорка была оккупирована англичанами и стала владением Великобритании. Именно тогда столица переехала в город Маон, а в бухте города была основана морская база. В 1708—1756 годах остров в основном принадлежал Великобритании.
Во время Семилетней войны неудачной была попытка британской дивизии кораблей снять французскую блокаду Менорки 20 мая 1756 года, что впоследствии привело к осуждению и казни адмирала Джона Бинга. Несмотря на поражение, британский гарнизон продолжал сопротивление в Маоне, но 29 июня того же года был вынужден капитулировать на почётных условиях, включавших свободный выезд в Великобританию. В результате в 1756—1763 годах остров принадлежал Франции.
Однако, по Парижскому договору 1763 года, британское правление на Менорке было восстановлено. В 1763—1782 годах остров вновь находился по управлением Великобритании.
Во время русско-турецкой войны 1768—1774 годов Менорка по сути стала первой базой русского флота в Средиземном море. В Порт-Магоне (нынешнем Маоне) с 1769 года останавливались русские корабли. Здесь их ремонтировали, устраивали отдых корабельным командам. Здесь же находился госпиталь, куда отправляли больных и раненых моряков. Известны имени 176 русских моряков, умерших и похороненных на Минорке (в их числе был сын адмирала Г. А. Спиридова), по некоторым свидетельствам — умерших было больше. Место их захоронения сохранилось, но памятник над могилой был разрушен. В 1781 году даже обсуждался план возможной передачи Менорки России, когда Великобритания стремилась получить поддержку Екатерины II в своей борьбе за Американские колонии.
Во время Войны за независимость США англичане потерпели поражение во второй раз от союза испанских и французских сил, которые заняли остров 5 февраля 1782 года. В 1783—1798 годах Меноркой владела Испания.
Менорка ещё раз была отвоёвана Великобританией в 1798 году, во время Революционных войн во Франции, но под властью Великобритании Менорка оставалась недолго — 1798—1802 годы.
Окончательно Менорка была передана Испании по условиям Амьенского мира в 1802 году, но британское влияние до сих пор присутствует в местной архитектуре — например, в окнах с раздвижными переплётами.

### Новейшая история

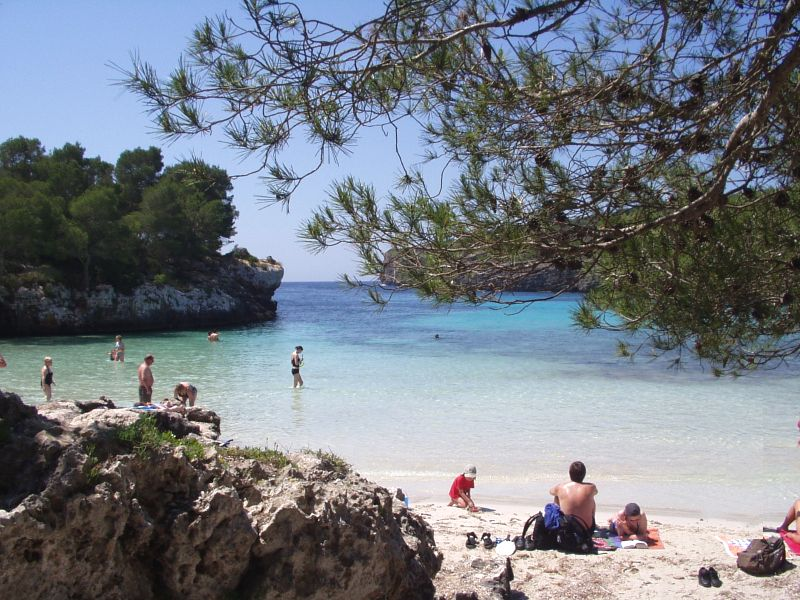
Менорка. Пляж

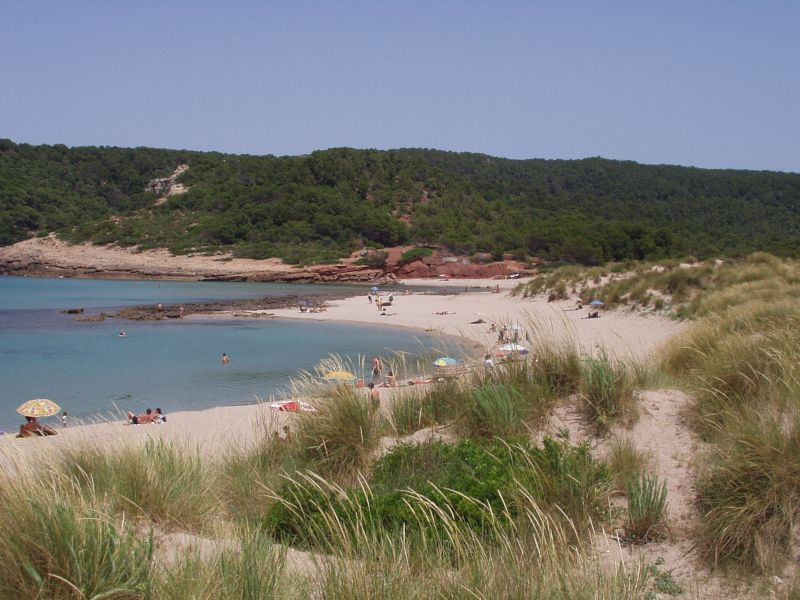
Пляж на Менорке

Во время Гражданской войны в Испании Менорка осталась лояльной Республиканскому правительству Испании, в то время как остальные Балеарские острова поддерживали националистов. Военных действий на ней не происходило. После победы националистов в 1939 году британские ВМС оказали помощь в мирной передаче власти на Менорке и эвакуации отдельных политических беженцев.

## Язык
Местный диалект каталанского называется менорки: грамматическая разница с центрально-каталанским минимальна, основное различие — произношение. Как и во всех балеарских диалектах, используется мужской артикль «es» и женский артикль «sa» вместо каталанских «el» и «la». Также имеется несколько английских заимствований со времён британской оккупации.

## Муниципалитеты

Флаг Менорки

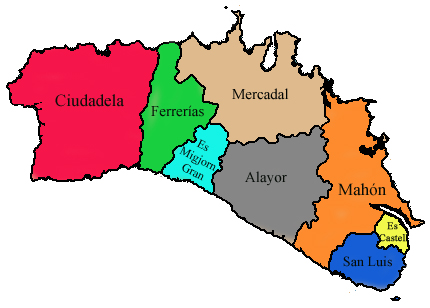
Административная карта острова Менорка

Административно остров поделён на следующие муниципалитеты:
- Алайор
  - Кала-эн-Портер[англ.] — входит в муниципалитет Алайор. Популярное место туризма и отдыха.
- Сьюдадела — бывшая столица Менорки
- Вильякарлос (Эс-Кастелл) — основан англичанами, изначально назывался Джорджтаун.
- Меркадаль
  - Фурнельс — входит в муниципалитет Меркадаль. Известен своими супами из лобстеров.
- Феррериас
- Маон — столица.
  - Сан-Клементе — входит в муниципалитет Маон.
  - Люменсанас — небольшая деревушка, входит в муниципалитет Маон.
- Сан-Луис — основан французами.
- Эс-Миджорн-Гран

## Местная кухня
Британское влияние сказалось на жителях Менорки, полюбивших джин, который островитяне во время местных фиест (праздников, посвященных святому — покровителю города) смешивают с горьким лимоном, делая местный коктейль помада. Также популярен кесо маон — местный сыр.